# Vellalur
Vellalur is een panchayatdorp in het district Coimbatore van de Indiase staat Tamil Nadu.

## Demografie
Volgens de Indiase volkstelling van 2001 wonen er 17.294 mensen in Vellalur, waarvan 50% mannelijk en 50% vrouwelijk is. De plaats heeft een alfabetiseringsgraad van 64%.

## Galerij

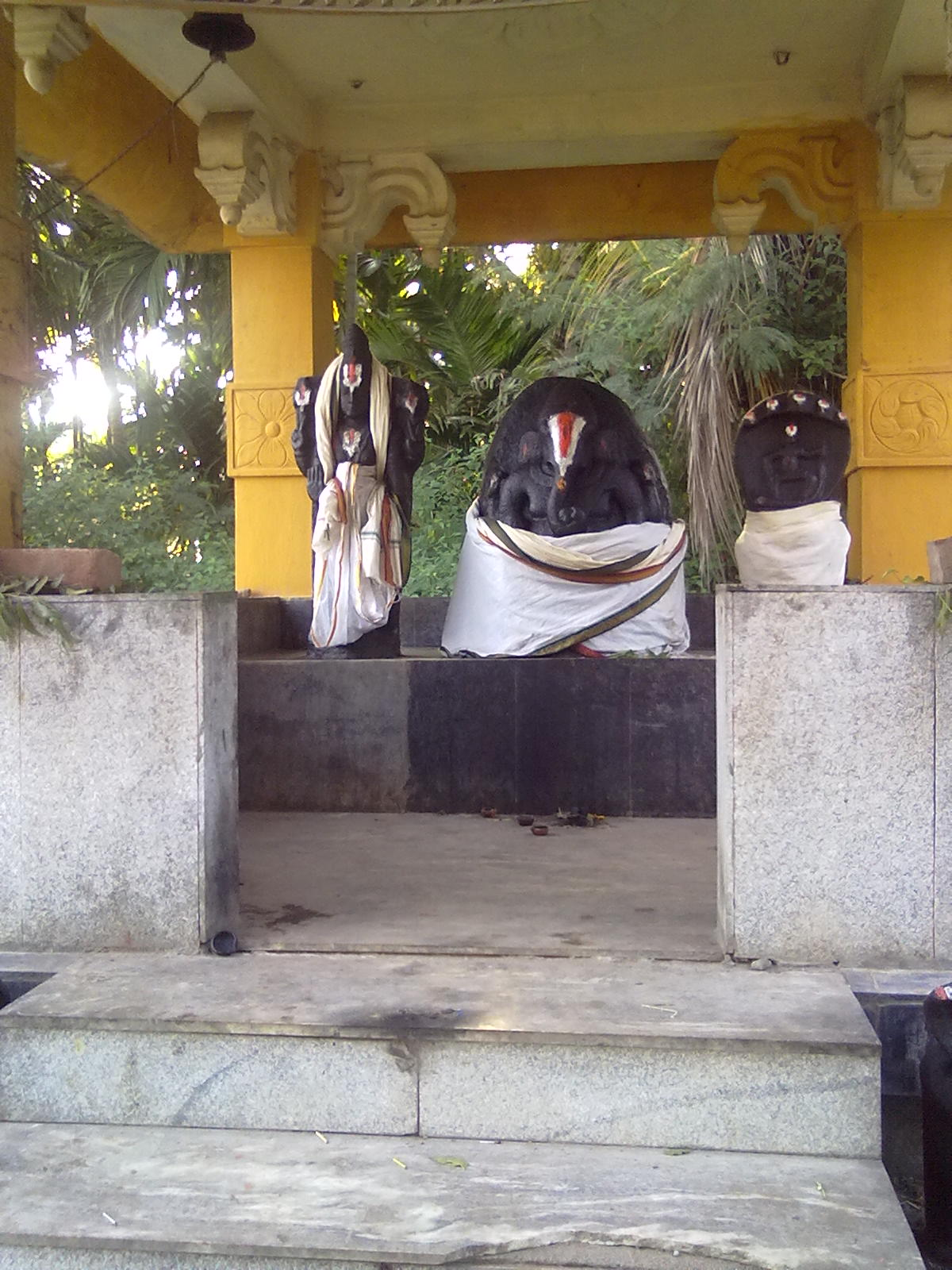
Een hindoetempel in Vellalur
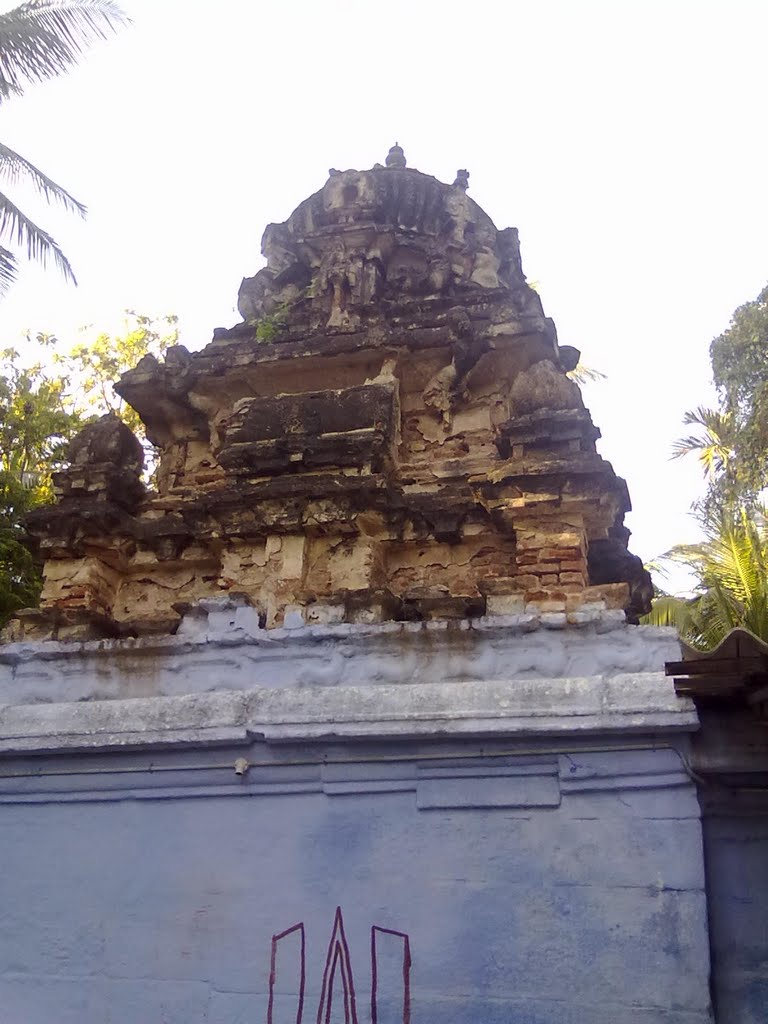
Een andere, eeuwenoude tempel